# 奧文斯比維爾 (喬治亞州)
奧文斯比維爾（英語：Owensbyville）是位於美國喬治亞州赫德縣的一個鬼鎮。

## 地理
奧文斯比維爾的座標為33°11′14″N 85°05′10″W / 33.18722°N 85.08611°W，而該地的平均海拔高度為22米（即728英尺）。